# Filip Thuresson
Filip Thuresson, född 1991, är en svensk motocrossförare som kör i MX1-klassen. Under 2008 och 2009 vann han SM i Mx2-klassen. Han kör för det svenska Suzukiteamet Team Makita Suzuki Yellow Magic. Filip Thuresson är från Uddevalla och kör för hemmaklubben BMK Uddevalla. Under 2007 körde han NM (nordiska mästerskapet) i Uddevalla och vann överlägset.
Han går på crossgymnasiet i Tibro.